# Lalage
Lalage (trillers) is een geslacht van zangvogels uit de familie
Campephagidae (rupsvogels, trillers en menievogels). De naam triller slaat op het geluid dat de mannetjes maken: een triller, een snelle herhaling van steeds dezelfde toon. 

## Kenmerken
Het zijn vrij kleine vogels, ongeveer 15 tot 20 cm lang. Ze zijn overwegend zwart, grijs en wit van kleur en vaak gestreept op de buik. 

## Leefwijze
Ze foerageren voornamelijk op insecten en vruchten. Ze bouwen een relatief klein, bekervormig nestje, hoog in een boom.

## Verspreiding en leefgebied
Het geslacht telt 20 soorten die voorkomen in Zuid-Azië en Australazië en op een paar eilanden in de Grote Oceaan.

## Soorten
- Lalage atrovirens  – Zwartbrauwtriller
- Lalage aurea  – Roodbuiktriller
- Lalage conjuncta  – Sint-Matthiastriller
- Lalage fimbriata  – Dwergrupsvogel
- Lalage leucomela  – Witbrauwtriller
- Lalage leucoptera  – Biaktriller
- Lalage leucopyga  – Langstaarttriller
- Lalage leucopygialis  – Witstuittriller
- Lalage maculosa  – Gevlekte triller
- Lalage melanoleuca  – Filipijnse triller
- Lalage melanoptera  – Zwartkoprupsvogel
- Lalage melaschistos  – Rouwrupsvogel
- Lalage moesta  – Tanimbartriller
- Lalage newtoni  – Réunionrupsvogel
- Lalage nigra  – Bonte triller
- Lalage polioptera  – Indochinese rupsvogel
- Lalage sharpei  – Samoatriller
- Lalage sueurii  – Witvleugeltriller
- Lalage tricolor  – Grijsstuittriller
- Lalage typica  – Mauritiusrupsvogel